# 1986 في كندا
فيما يلي قوائم الأحداث التي وقعت خلال عام 1986 في كندا.

## رياضة
- 15 يونيو – جائزة كندا الكبرى 1986 الفائز نايجل مانسيل.

## أفلام
من الأفلام التي صدرت هذه السنة في كندا:
- 1 يناير – النسر الحديدي من إخراج Sidney J. Furie [الإنجليزية]‏.
- 1 يناير – ذا بوي ان بلو من إخراج Charles Jarrott [الإنجليزية]‏.
- 15 أغسطس – الذبابة من إخراج ديفد كروننبرغ.

## برامج ومسلسلات وأنمي
- المحقق غادجيت

## مواليد

### يناير
- 8 يناير – بيير لودوفيك دوكلو لاعب كرة مضرب كندي.
- 26 يناير – شون أنتوني لاعب كرة سلة فلبيني.

### فبراير
- 5 فبراير – بريتاني ألين ممثلة كندية.

### مارس
- 13 مارس – رايكا
- 15 أكتوبر – مارسيل دي جونغ لاعب كرة قدم كندي.

### أبريل
- 23 أبريل – جيسيكا ستام عارضة كندية.

### مايو
- 12 مايو – إيملي فانكامب ممثلة كندية.

### يونيو
- 5 يونيو – أماندا كرو ممثلة كندية.
- 17 يونيو – أندريه هينو لاعب كرة قدم كندي.
- 17 يونيو – ماري أفغيروبولوس
- 18 يونيو – ميغان راث ممثلة كندية.

### يوليو
- 19 يوليو – جيندر ماهال مصارع محترف كندي.
- 24 يوليو – ميغان بارك
- 30 يوليو – سكوت دياموند لاعب كرة قاعدة كندي.

### أغسطس
- 29 أغسطس – لورين كولينز

### سبتمبر
- 4 سبتمبر – شارلوت لوبون
- 19 سبتمبر – عمر خضر

### أكتوبر
- 12 أكتوبر – مايكل وودز دراج كندي.
- 15 أكتوبر – مارسيل دي جونغ لاعب كرة قدم كندي.
- 24 أكتوبر – دريك
- 29 أكتوبر – إيتاليا ريتشي
- 31 أكتوبر – ستيفاني دوبوا لاعبة كرة مضرب كندية.

### نوفمبر
- 4 نوفمبر – أليكسز جونسون
- 27 نوفمبر – لورا براون متسابقة دراجات كندية.

### ديسمبر
- 5 ديسمبر – جيمس هنكليف سائق سيارة سباق كندي.
- 30 ديسمبر – ماكس والكر ممثل كندي.

## وفيات

### مايو
- 20 مايو – هيلين بيليا (مواليد 1913) جيولوجية كندية.